# Jovtneve, Troițke
Jovtneve (în ucraineană Жовтневе) este un sat în comuna Topoli din raionul Troițke, regiunea Luhansk, Ucraina.

## Demografie
Componența lingvistică a localității Jovtneve
     Rusă (98,84%)
     Ucraineană (1,16%)
Conform recensământului din 2001, majoritatea populației localității Jovtneve era vorbitoare de rusă (98,84%), existând în minoritate și vorbitori de ucraineană (1,16%).